# Rainmaker
Rainmaker is het eerste soloalbum van de Amerikaanse bluesmuzikant Keb' Mo', die destijds nog werkte onder zijn echte naam, Kevin Moore. Het werd in 1980 door Chocolate City Records (een sublabel van Casablanca Records) uitgegeven. De liedjes "Rainmaker" en "Anybody Seen My Girl" staan ook op de latere albums Slow Down respectievelijk Keb' Mo'. De muziek werd opgenomen in de Golden Sound Studios in Hollywood. Holden Raphael verzorgde de muzikale productie. Hij speelde in het begin van de jaren zeventig met Moore in de band Zulu.

## Nummers

### Kant A
1. "I Inted to Love You" - 4:02
2. "Break Down the Walls" - 4:11
3. "Anybody Seen My Girl" - 3:40
4. "Speak Your Mind" - 3:16

### Kant B
1. "Rainmaker" - 4:52
2. "The Way You Hold Me" - 4:10
3. "Rainy Day People (Rainy Day Lady, Rainy Day Man)" - 3:45
4. "Holding on to You" - 3:58